# Saint-Saturnin-de-Lucian
Saint-Saturnin-de-Lucian è un comune francese di 311 abitanti situato nel dipartimento dell'Hérault nella regione dell'Occitania.

## Società

### Evoluzione demografica
Abitanti censiti